# Горбунов, Денис Алексеевич
Денис Алексеевич Горбунов (28 июля 1977, Челябинск, Челябинская область, РСФСР, СССР — 26 марта 2006, СИЗО-1, Челябинск, Россия) — российский серийный убийца, совершивший 5 убийств девушек и женщин в период с декабря 2004 по май 2005 года на территории Челябинска. В марте 2006 года был приговорён к пожизненному лишению свободы, после чего покончил с собой. Известен под прозвищами «Свадебный маньяк» и «Убийца по объявлению».

## Биография

### Жизнь до убийств
О ранних годах жизни Дениса Горбунова известно крайне мало. Родился 28 июля 1977 года в Челябинске. В начале 1990-х годов в связи с социально-экономическими потрясениями, вызванными распадом СССР, семья Горбунова  испытывала материальные трудности, вследствие чего детство и юность Горбунов провёл в социально неблагополучной обстановке. Он рано потерял интерес к учебному процессу и в середине 1990-х годов начал вести криминальный образ жизни. В этот период Горбунов начал увлекаться наркотическими средствами, в частности героином, вследствие чего у него развилась наркотическая зависимость. В конце 1990-х годов Горбунов был арестован по обвинению в совершении кражи, нападения, сопряжённого с разбоем, и хранении наркотических средств. Он был признан виновным, осуждён и получил в качестве уголовного наказания 8 лет лишения свободы. В начале 2004 года Горбунов получил условно-досрочное освобождение и вышел на свободу, после чего вернулся в Челябинск, поселившись на территории Ленинского района, в котором он впоследствии совершил некоторые убийства. В этот период он испытывал проблемы с трудоустройством и вынужден был зарабатывать на жизнь низкоквалифицированным трудом и случайными заработками. В середине того же года Горбунов впал в тяжëлое психоэмоциональное состояние и снова стал употреблять наркотические средства. В конце 2004 года, испытывая материальные трудности и страдая от наркотической зависимости, Денис Горбунов решил совершить серию убийств.

### Убийства
Серия убийств началась в декабре 2004 года. В качестве своих жертв Горбунов выбирал молодых женщин (все убитые были в возрасте от 21 до 27 лет), которых он искал по объявлениям в газетах «Из рук в руки» и «Тумба». Представляясь покупателем, работодателем или плотником, Горбунов назначал встречу девушкам в лесопарковых зонах Челябинска или в их квартирах, после чего при отсутствии свидетелей совершал на них нападения, в ходе которых душил их верёвкой и наносил им многочисленные ножевые ранения. Убийства совершались с особой жестокостью, в чём не было необходимости, если бы Горбуновым двигал только корыстный мотив: на теле одной из его жертв было обнаружено 96 ножевых ранений. После совершения убийств он забирал у убитых девушек деньги, ювелирные украшения, мобильные телефоны и другие вещи, представляющие материальную ценность. За исключением одного эпизода, Денис Горбунов не подвергал жертв сексуальному насилию и не проделывал с их трупами никаких постмортальных манипуляций. Украденные деньги и ценности Горбунов впоследствии  обменивал на наркотики или сбывал скупщикам краденого. В ходе расследования следствие быстро установило, что преступником является человек, который представлялся покупателем убитым девушкам либо предлагал им работу. В двух случаях он убил девушек, продающих свадебные платья. Помимо оперативно-следственной группы и сотрудников Челябинской милиции, к поиску преступника были подключены и другие подразделения УВД, вплоть до управления по борьбе с организованной преступностью.

### Арест, следствие и суд
Весной 2005 года были предприняты попытки поймать убийцу на «живца»: сотрудники правоохранительных органов опубликовали в местных газетах ряд объявлений о продажах, на одно из которых в конечном итоге обратил внимание Горбунов. Он был арестован 17 мая 2005 года на встрече с потенциальной жертвой, которая в действительности являлась сотрудницей милиции. Во время встречи Горбунов совершил попытку нападения на женщину, но был обезврежен другими сотрудниками милиции, которые следили за его перемещениями и организовали засаду. При задержании у Горбунова была изъята сумка, в которой были обнаружены газета «Тумба», нож, верёвка и таксофонные карты. Горбунов был доставлен в отделение милиции, где в ходе допроса дал признательные показания в совершении 5 убийств и подробно описал детали. Всего Горбунов признался в совершении 8 разбойных нападений на женщин, включая 5 убийств и 1 изнасилование, 3 его жертвы остались в живых. 17 октября 2005 года пришли результаты судебно-медицинской экспертизы, согласно которой Денис Горбунов был признан  вменяемым и отдающим отчëт в своих действиях. Судебный процесс открылся в начале 2006 года. 22 марта Челябинским  областным  судом Денис Горбунов был признан виновным по всем пунктам обвинения и получил в качестве наказания пожизненное лишение свободы.

### Самоубийство
Приговор должен был вступить в законную силу 1 апреля, однако 26 марта Горбунов повесился в своей камере с помощью простыни на оконной решётке в СИЗО-1 города Челябинска. Перед совершением самоубийства он оставил предсмертную записку, в которой заявил о том, что совершил самоубийство, исходя из личных побуждений, и попросил прощения у родственников своих жертв. Прокуратура Челябинской области возбудила по факту смерти Дениса Горбунова уголовное дело. В СИЗО-1 впоследствии произошла служебная проверка. В управлении ФСИН РФ по Челябинской области отметили, что в следственном изоляторе существует нехватка охранников и в режимном блоке СИЗО на одного охранника приходилось до 20 заключённых. Отмечалось, что в 2005 году в исправительных учреждениях Челябинской области совершили самоубийство 8 заключённых, половина из которых состояла на учёте у психиатров. Проблему нехватки кадров руководство управления поднимало 24 марта 2006 года на коллегии ведомства. Впоследствии было принято решение оборудовать все камеры спецучреждений области системами видеонаблюдения, чтобы осуществлять за осуждёнными ежеминутный контроль.

## В массовой культуре
- Документальный фильм «Убийство по объявлению» из цикла «Вне закона» (2006)